# Teorema do gráfico fechado
Em matemática, o Teorema do gráfico fechado é um dos resultados fundamentais da análise funcional. Ele estabelece uma relação entre a continuidade de um operador linear e o fato de seu gráfico ser fechado.

## Enunciado
Sejam {\displaystyle X\,} e {\displaystyle Y\,} dois F-espaços, {\displaystyle \Lambda :X\to Y\,} um operador linear. O gráfico {\displaystyle G\,} de {\displaystyle \Lambda \,} é definido como:
{\displaystyle G:=\{(x,\Lambda x):x\in X\}\,}
O teorema do gráfico fechado afirma que {\displaystyle \Lambda \,} é limitado se e somente se {\displaystyle G\,} é um conjunto fechado em {\displaystyle X\times Y\,}.